# 王四法
王四法，中华人民共和国政治人物、外交官。
2004年，接替许孟水，担任中华人民共和国驻喀麦隆大使。2007年，由黄长庆接任。